# Freshwater Creek (Stann Creek)
Freshwater Creek ist ein Fluss in Belize. Der Fluss verläuft im Norden des Stann Creek District.

## Geographie
Der Fluss ist relativ kurz. Er entspringt im Westen in der Nähe von Silk Grass unweit des Southern Highway. Er verläuft nach Osten und erhält von rechts Zufluss durch den Fowl Guts Creek. Nordwestlich von Hopkins bildet er die Freshwater Creek Lagoon, welche den Norden des Hopkins Wetlands Nature Reserve entwässert und mündet am Nordende des Ortes hopkins in der Commerce Bight in das Karibische Meer.